# Anča
L'Anča (in russo Анча?) è un fiume della Russia siberiana orientale, affluente di sinistra dell'Allach-Jun' (bacino idrografico della Lena). Scorre nella Sacha-Jacuzia e nel Territorio di Chabarovsk.
Nasce dalla confluenza dei fiumi Debelkit (lungo 20 km) e Unačkan (29 km) che scendono dall'altopiano della Judoma e della Maja. Il Debelkit ha origine dal lago Čalbyk. Il fiume scorre mediamente in direzione sud-occidentale e sfocia nell'Allach-Jun' a 363 km dalla foce. La lunghezza del fiume è di 147 km, l'area del bacino è di 4 740 km².